# Saint-Amand-des-Hautes-Terres
Saint-Amand-des-Hautes-Terres är en kommun i departementet Eure i regionen Normandie i norra Frankrike. Kommunen ligger i kantonen Amfreville-la-Campagne som tillhör arrondissementet Bernay. År 2018 hade Saint-Amand-des-Hautes-Terres 284 invånare.

## Befolkningsutveckling
Antalet invånare i kommunen Saint-Amand-des-Hautes-Terres
Referens:INSEE